# Titiconte
Titiconte es un sitio arqueológico con restos de una fortaleza precolombina del tipo pucara. Se encuentra en el departamento de Iruya, provincia de Salta, ubicada en el norte de Argentina, 5 km al noreste de la localidad cabecera del departamento de Iruya en la región intermedia (transicional o ecotonal) entre el Altiplano (Andes centrales) y la yunga de la provincia de Salta.
Las ruinas de Titiconte consisten en edificios con terrazas cuadradas y circulares. Fueron la primera parte del establecimiento humano permanente y sirvieron como espacio de almacenamiento.
Titiconte fue explorado en 1930 en una expedición de Dr. Salvador Debenedetti y Dr. Eduardo Casanova. Esto dio lugar a una publicación en el Museo Etnográfico de Buenos Aires con el título "Titiconte". Pocos años después, las ruinas de Titiconte fueron visitadas por el Dr. Fernando Márquez Miranda, quien publicó un informe titulado "Cuatro viajes de estudio al más remoto Noroeste Argentino" en la Universidad de La Plata.

## Camino a Titiconte
Desde Iruya el estrecho y difícil camino a Titiconte tiene primero su trayecto a lo largo del río Iruya y luego a partir de  la desembocadura del río San Isidro  y la aldea de Aguas Blancas que está en el lado derecho del río Iruya.